# منگنز (II, III) اکسید
اکسید منگنز(II,III) (به انگلیسی: Manganese(II,III) oxide) یک ترکیب شیمیایی با شناسه پاب‌کم ۱۴۸۲۵ است. که جرم مولی آن 228.812 g/mol می‌باشد. شکل ظاهری این ترکیب، قهوه‌ای یا قرمز است.
وقتی اکسید منگنز در هوای بالای 1000 درجه سانتیگراد گرم می شود، Mn3O4 تشکیل می شود.